# Дегерсхайм (Санкт-Галлен)
Дегерсхайм (нем. Degersheim SG) — коммуна в Швейцарии, в кантоне Санкт-Галлен. 
Входит в состав округа Виль. Население составляет 3861 человек (на 31 декабря 2006 года). Официальный код — 3401.